# Paraantella
Paraantella is een geslacht van kreeftachtigen uit de klasse van de Ostracoda (mosselkreeftjes).

## Soorten
- Paraantella calcarata Schornikov & Mikhailova, 1990
- Paraantella tumida Schornikov & Mikhailova, 1990